# داریوش بیاوکوفسکی
داریوش بیاوکوفسکی (انگلیسی: Dariusz Białkowski؛ زادهٔ ۱۶ ژوئیهٔ ۱۹۷۰) قایقران کانو اهل لهستان است.